# Sparabara

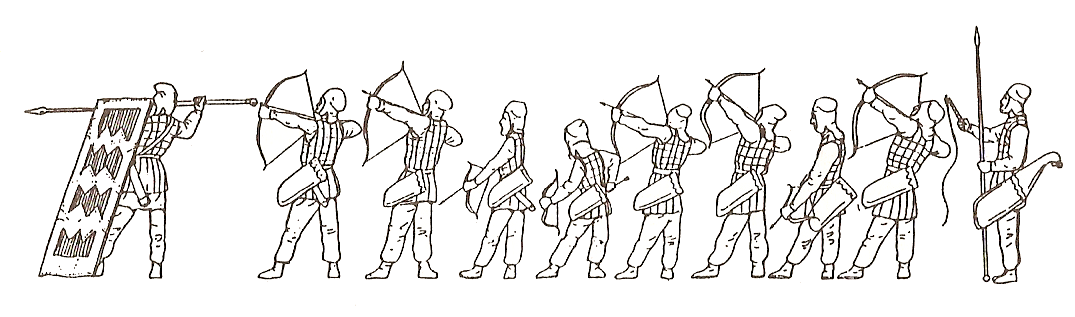
La variante perse de la formation sparabara : neuf lignes d'archers protégés par une ligne de porteurs de boucliers équipés d'une lance.

Les sparabara (« porte-boucliers » en vieux perse) formaient l'infanterie de première ligne de l'Empire achéménide.
Bien que nous ne sachons que peu de chose à leur sujet aujourd'hui, nous pensons qu'ils composaient l'épine dorsale de l'armée perse, formant un mur de boucliers et utilisant leurs lances de deux mètres de long pour protéger de l'ennemi des troupes plus vulnérables, comme les archers. 
Ce terme de sparabara était également utilisé pour désigner la combinaison de ces porteurs de boucliers et des archers qu'ils protégeaient. La formation perse était une modification de la formation tactique adoptée par l'armée assyrienne : neufs rangées d'archers étaient protégés par une rangée de porteurs de boucliers, quand les Assyriens n'utilisaient qu'une seule rangée d'archers, placée sous protection d'une seule rangée de porteurs de boucliers. Les Perses améliorèrent en outre l'armement de ces derniers, en les équipant de courtes lances.
Soldats non professionnels, ils semblaient malgré tout assez entraînés pour tenir une ligne de défense le temps nécessaire pour une contre-attaque. Équipés d'armures de lin matelassé (linothorax) et portant de grands boucliers rectangulaires en osier, ils formaient une infanterie légère, désavantagée dans un combat au corps à corps contre des adversaires plus lourdement armés, tels les hoplites. Les sparabara devaient donc être utilisés en coordination avec la cavalerie lourde et les chars perses, qui attaquaient par l'arrière.